# واکنش آلدول
واکنش آلدول (به انگلیسی: Aldol reaction) ابزاری برای ایجاد پیوندهای کربن-کربن در شیمی آلی است.این واکنش به صورت مستقل توسط شیمیدان روسی الکساندر برودین در سال ۱۸۶۹ و شیمیدان فرانسوی چارلز-آدولف ورتز در سال ۱۸۷۲ کشف شد. در این واکنش دو گروه کربونیل‌دار با یکدیگر ترکیب می‌شوند (در آزمایشات اولیه از آلدئیدها استفاده می‌شد) و ترکیب جدید β-هیدروکسی کربونیل به وجود می‌آید. این محصولات به عنوان آلدول شناخته می‌شوند، که از ترکیب کلمات آلدهید وکتون(ald ehyde + alk ol) گرفته شده‌است. واحدهای ساختاری آلدول در بسیاری از مولکول‌های مهم طبیعی یا سنتزی یافت می‌شوند. به عنوان مثال، در تولید مقیاس وسیع مواد شیمیایی همچون پنتا اریتریتول و سنتز داروی آتورواستاتین، که نوعی کاهنده چربی خون است، استفاده می‌شود.
واکنش آلدول دو مولکول نسبتاً ساده را به یک مولکول پیچیده‌تر تبدیل می‌کند. افزایش پیچیدگی به این دلیل بوجود می‌آید که دو مرکز استریوژنیک جدید (در کربن آلفا و بتا ترکیب اضافی آلدول، که در طرح زیر با ستاره مشخص شده‌اند) تشکیل می‌شوند. روش مدرن نه تنها امکان انجام واکنش‌های آلدول با بازده بالا را امکان‌پذیر می‌سازد، بلکه تنظیمات نسبی و مطلق این مرکزهای کایرال را نیز کنترل می‌کند. این توانایی در سنتز انتخابی استریوایزومر خاص قابل توجه است زیرا استریوایزومرهای مختلف می‌توانند از نظر شیمیایی و زیستی بسیار متفاوت باشند.
به عنوان مثال، واحدهای آلدول استریوژنیک به ویژه در پلی‌کتیدها، دسته ای از مولکول‌های موجود در ارگانیسم‌های بیولوژیکی متداول هستند. در طبیعت، پلی کتیدها توسط آنزیم‌هایی ساخته می شوند که بر روی تراکم‌های تکراری کلایزن اثر می‌کنند. سپس محصولات ۳٬۱-دی‌کربونیل این واکنش‌ها می‌توانند به طیف گسترده‌ای از ساختارهای جالب مشتق شوند. غالباً، چنین اشتقاق‌هایی شامل کاهش یکی از گروه‌های کربونیل، و تولید زیر واحد آلدولی است. برخی از این ساختارها دارای خواص بیولوژیکی قوی هستند: به عنوان مثال داروی سرکوب کننده سیستم ایمنی FK506، عامل ضد تومور دیسکودرمولید یا عامل ضد قارچ آمفوتریسین B. اگرچه سنتز بسیاری از این ترکیبات زمانی تقریباً غیرممکن تلقی می‌شد، روش آلدول در بسیاری از موارد امکان سنتز کارآمد آن‌ها را فراهم نموده‌است.
یک واکنش افزایشی متداول و نوین آلدولی، که در بالا نشان داده شده‌است، ممکن است شامل افزایشی هسته‌دوستی یک کتون انولات به آلدهید باشد. گاهی اوقات، پس از تشکیل، محصول آلدول می‌تواند یک مولکول آب را از دست داده و یک ترکیب کربونیل α-β-اشباع نشده ایجاد کند. به این واکنش تراکم آلدولی گفته می‌شود. انواع مختلفی از هسته‌دوست‌ها ممکن است در واکنش آلدول استفاده شوند، از جمله انول‌ها، انولات‌ها و انول اترهای کتون، آلدهیدها و بسیاری دیگر از ترکیبات کربونیل‌دار. شریک الکترون‌دوست معمولاً یک آلدهید یا کتون است (طیف گسترده‌ای دارد، مانند واکنش مانیخ). هنگامی که هسته‌دوست و الکترون‌دوست متفاوت باشند، واکنش را واکنش ضربدری آلدول می نامند. در اصطلاح، زمانی که هسته‌دوست و الکترون‌دوست یکسان هستند، واکنش، یک دیمرکردن آلدولی نامیده می‌شود.